# Tech
Pour les articles homonymes, voir Tech (homonymie).
Ne doit pas être confondu avec la Têt ou le Ter.
Le Tech [tɛk]  est un fleuve côtier du Roussillon dont le cours de 84,5 kilomètres s'inscrit dans le département des Pyrénées-Orientales. Il présente la particularité de disposer du bassin versant le plus méridional de la France continentale.

## Géographie

### Hydrographie
Le Tech prend sa source au roc Colom (2 507 m), dans les Pyrénées (massif du Costabonne), au sud du département des Pyrénées-Orientales, à l'altitude de 2 345 m, sur la commune de Prats-de-Mollo-la-Preste.

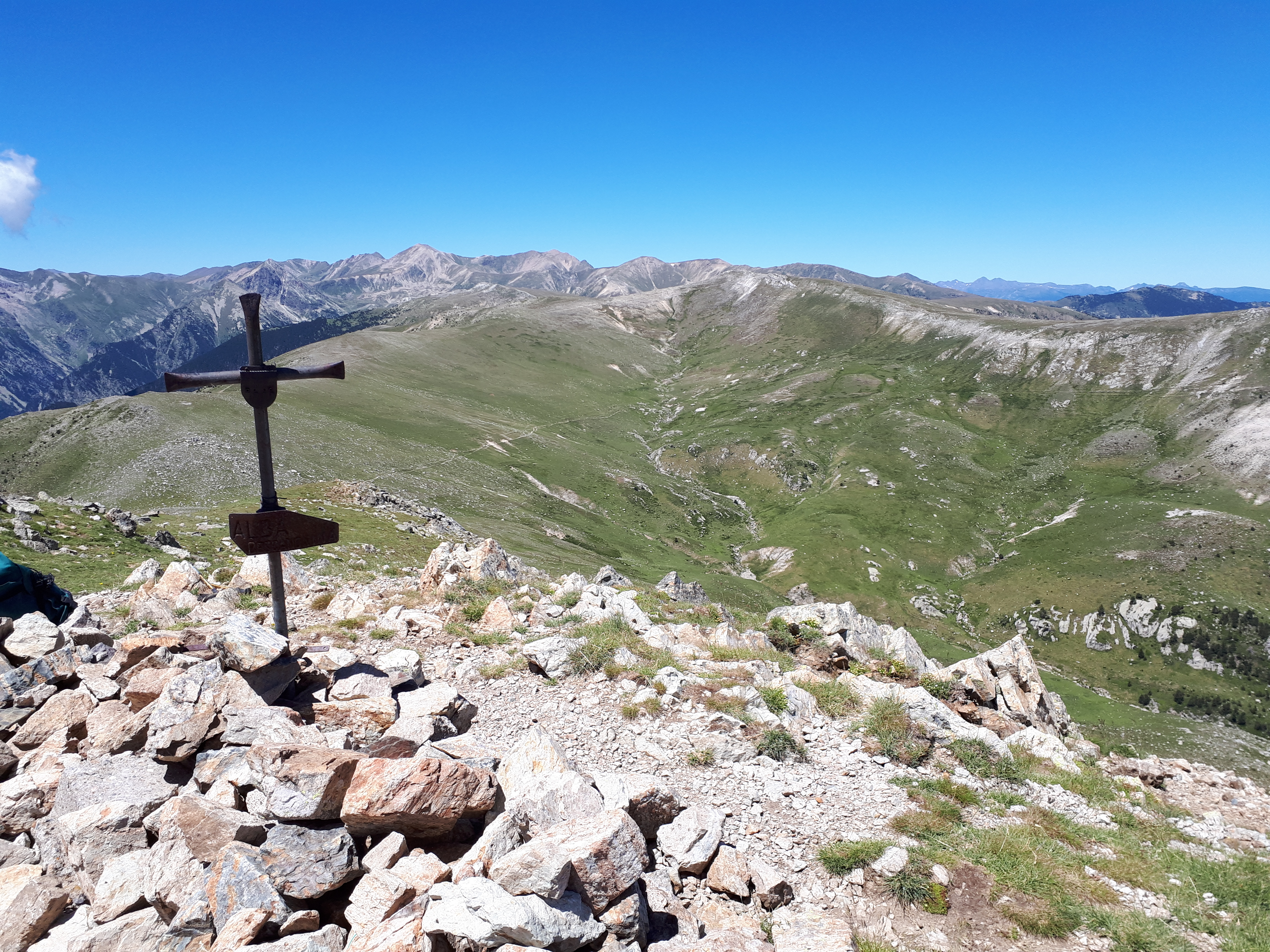
La source du Tech, vue depuis le pic de Costabonne (2467 m). Le roc Colom (2507 m) se situe un peu à droite de la tête de la vallée, où il y a un affleurement de quartz blanc.

Il coule globalement de l'ouest-sud-ouest vers l'est-nord-est. Le cours du Tech, en amont, a formé la vallée du Vallespir, jusqu'à Céret. Il serpente ensuite dans la plaine du Roussillon.

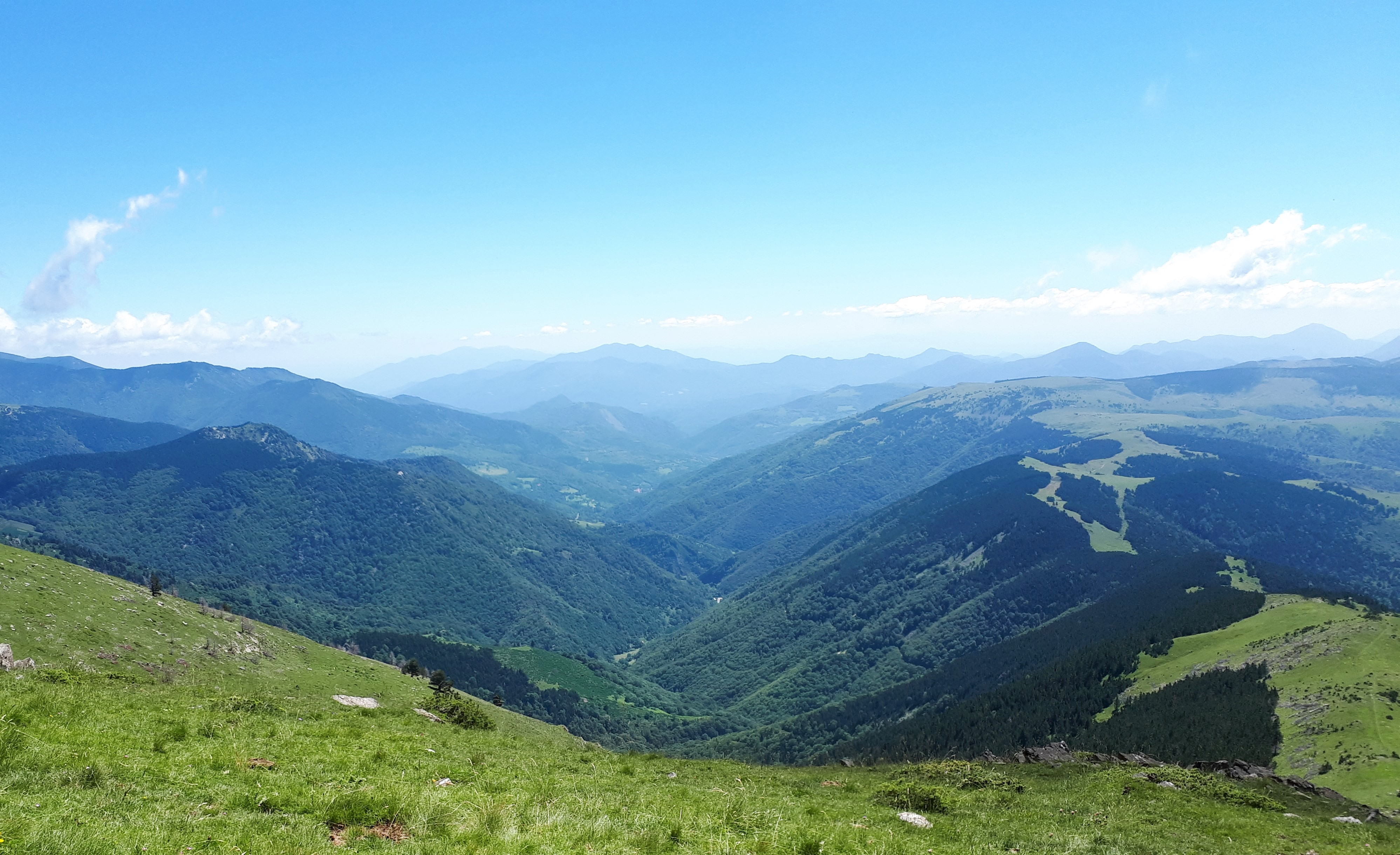
La vallée du Tech en Haut Vallespir, vue depuis les contreforts orientaux du pic de Costabonne. Au fond : le roc de France et les Albères.

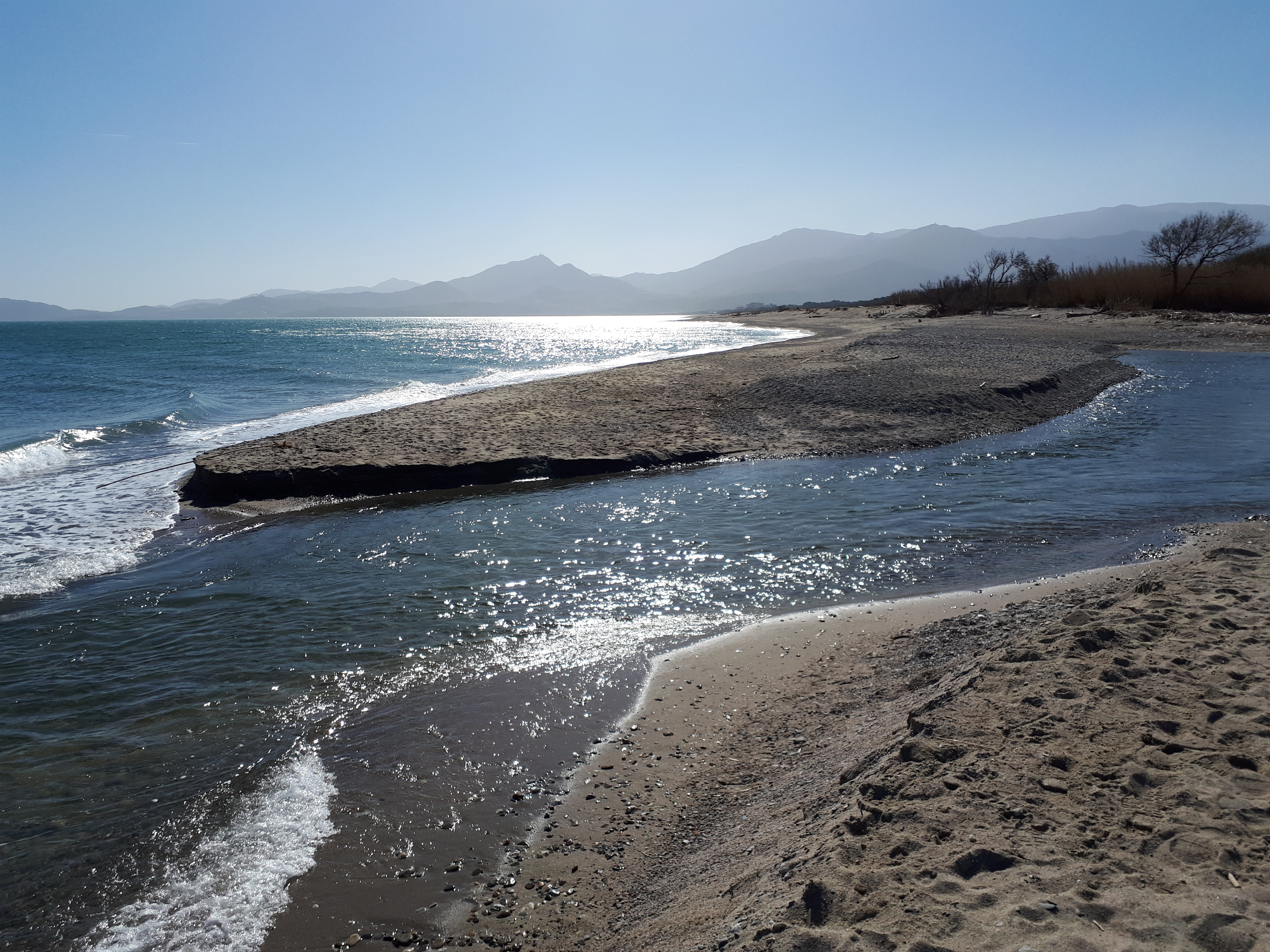
Le Tech rencontre la mer.

Le Tech se jette dans la mer Méditerranée au niveau de la réserve naturelle du Mas Larrieu, encore appelée bocal du Tech, au nord de la commune d'Argelès-sur-Mer.
Dans ses sections moyenne et inférieure, le Tech suit grosso modo la même ligne que la faille du Tech. Cette faille a commencé à se développer il y a environ 30 millions d'années. Elle est une manifestation du processus d'extension et de subsidence tectonique qui a conduit à la formation du bassin du Roussillon et du golfe du Lion.

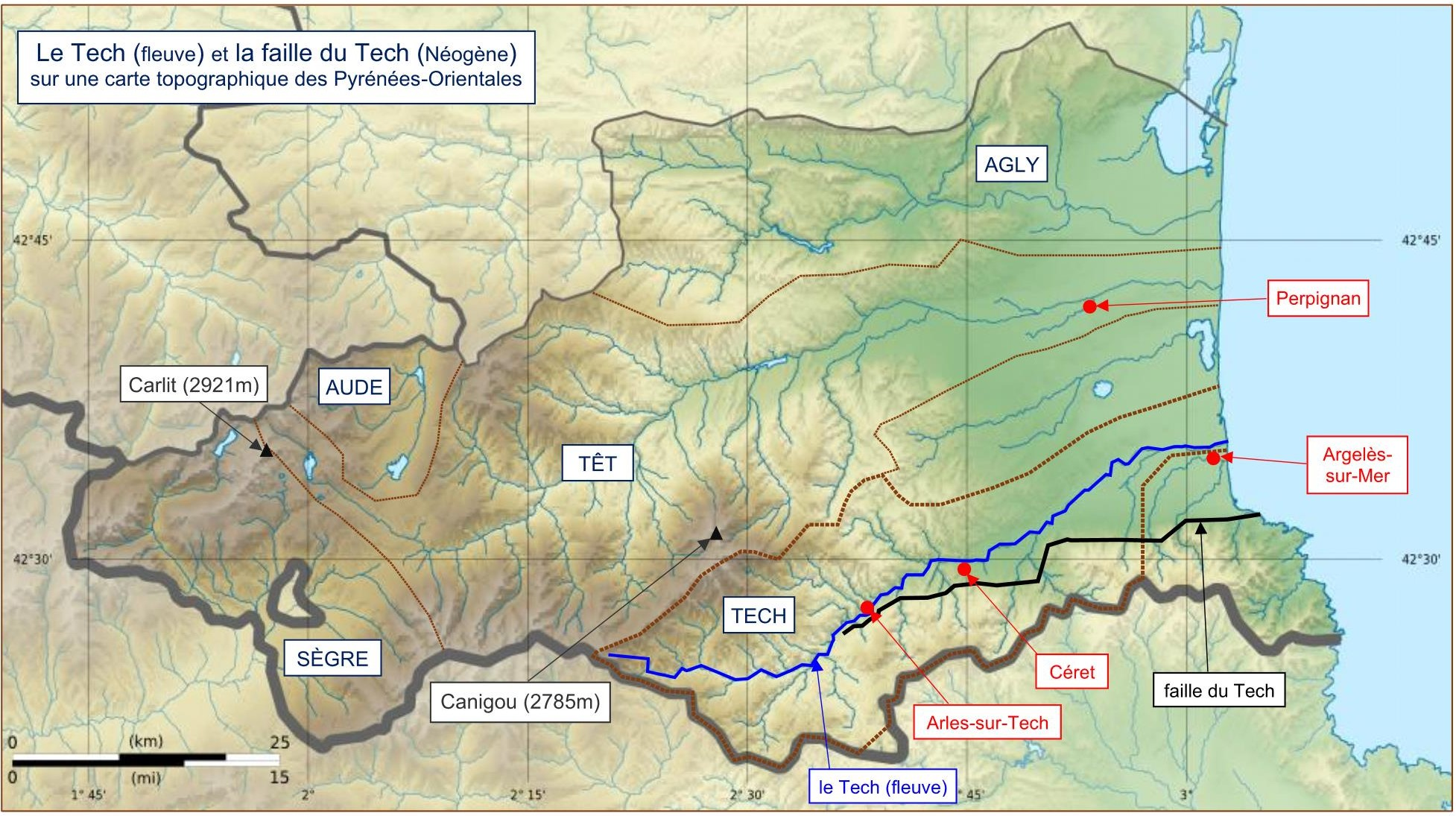
Carte topographique du Tech et de la faille du Tech (Néogène).

### Géographie humaine

Communes traversées par le Tech.

Le Tech est entièrement situé dans le département des Pyrénées-Orientales Il traverse vingt-cinq communes et six cantons :
- dans le sens amont vers aval : Prats-de-Mollo-la-Preste, Serralongue, Le Tech, Saint-Laurent-de-Cerdans, Montferrer, Corsavy, Arles-sur-Tech, Montbolo, Amélie-les-Bains-Palalda, Reynès, Céret, Saint-Jean-Pla-de-Corts, Maureillas-Las-Illas, Le Boulou, Tresserre, Saint-Génis-des-Fontaines, Montesquieu-des-Albères, Banyuls-dels-Aspres, Villelongue-dels-Monts, Brouilla, Ortaffa, Palau-del-Vidre, Elne, Argelès-sur-Mer (embouchure).

Soit en termes de cantons, le Tech prend source dans le canton de Prats-de-Mollo-la-Preste, traverse les canton d'Arles-sur-Tech, canton de Céret, canton de Thuir, canton d'Elne et conflue dans le canton d'Argelès-sur-Mer. C'est-à-dire en termes d'arrondissements le Tech traverse les deux arrondissement de Céret et arrondissement de Perpignan.
Sur la première moitié de son parcours, il traverse les villages de Prats-de-Mollo-la-Preste, Arles-sur-Tech, Amélie-les-Bains-Palalda, Reynès, Céret, Saint-Jean-Pla-de-Corts et le Boulou. Ensuite, il ne traverse plus de village. Il serpente entre les villages :
- Au sud-est de Brouilla
- Au sud d'Ortaffa
- Entre Palau-del-Vidre et Elne, dont il forme la frontière communale
- Sur le territoire communal d'Argelès-sur-Mer, loin au nord de la ville, où il se jette dans la mer.

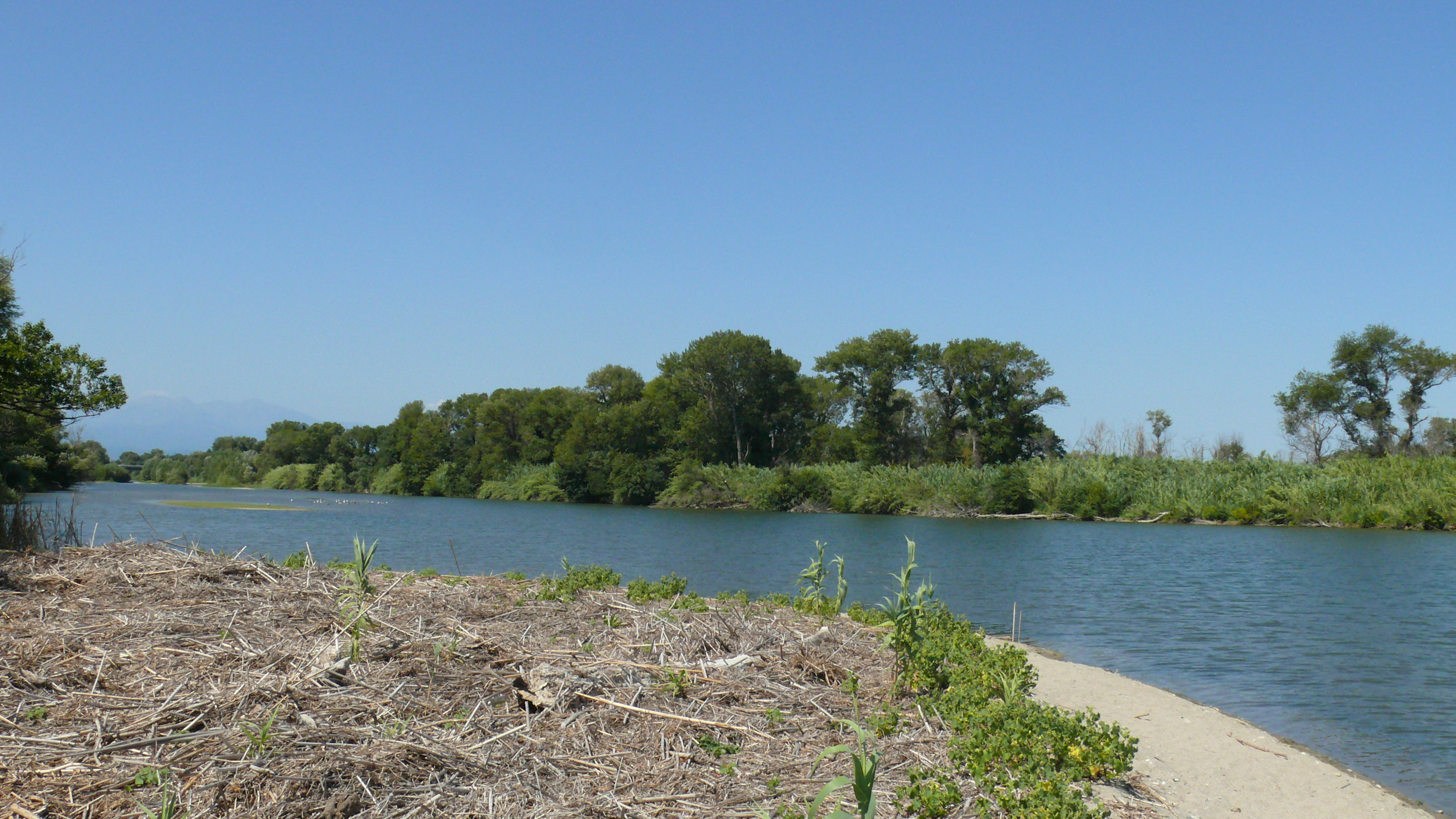
Embouchure du Tech dans la Méditerranée à la réserve naturelle du Mas Larrieu, Argelès-sur-Mer

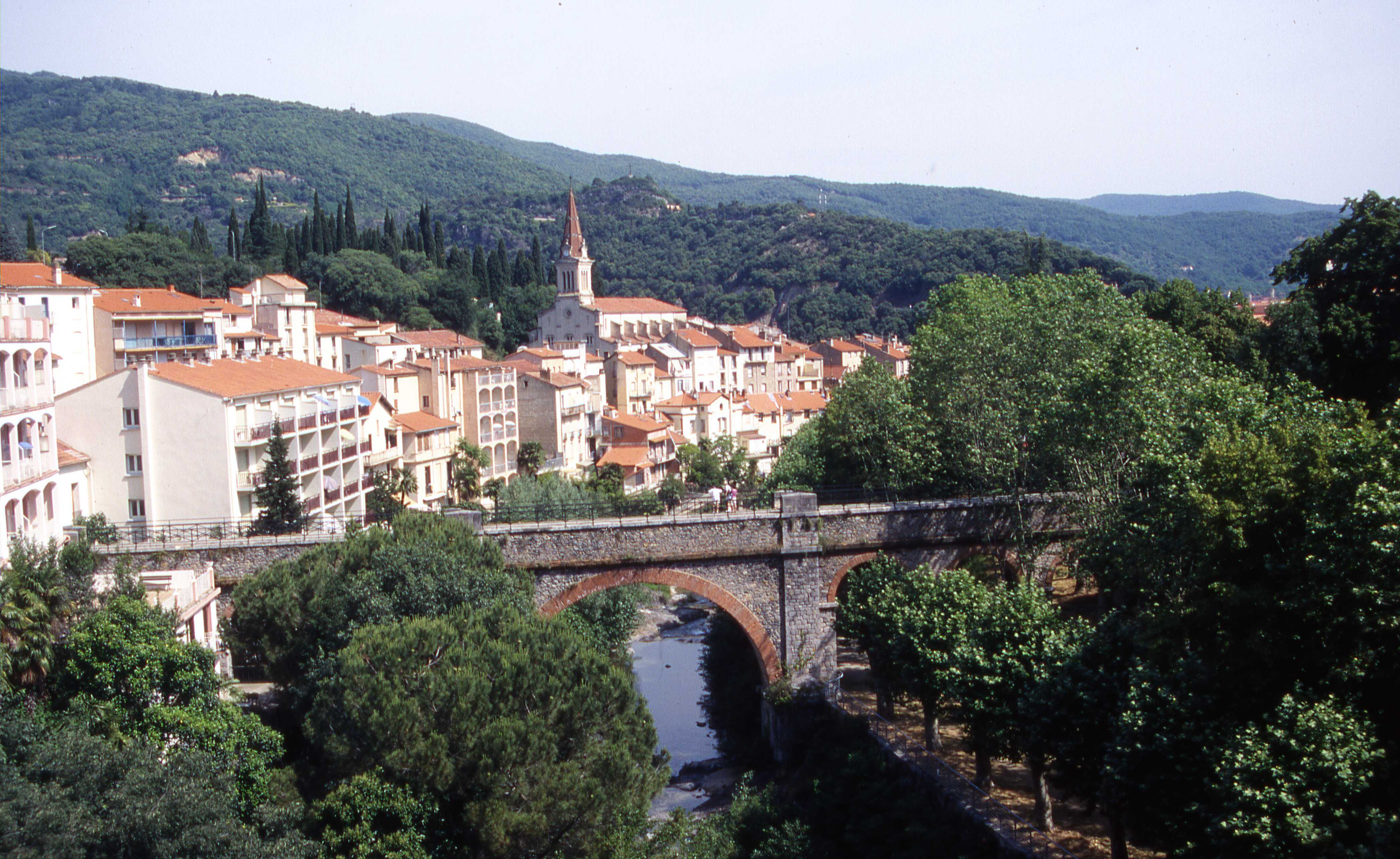
Le Mondony à Amélie-les-Bains, vue depuis les thermes

## Affluents

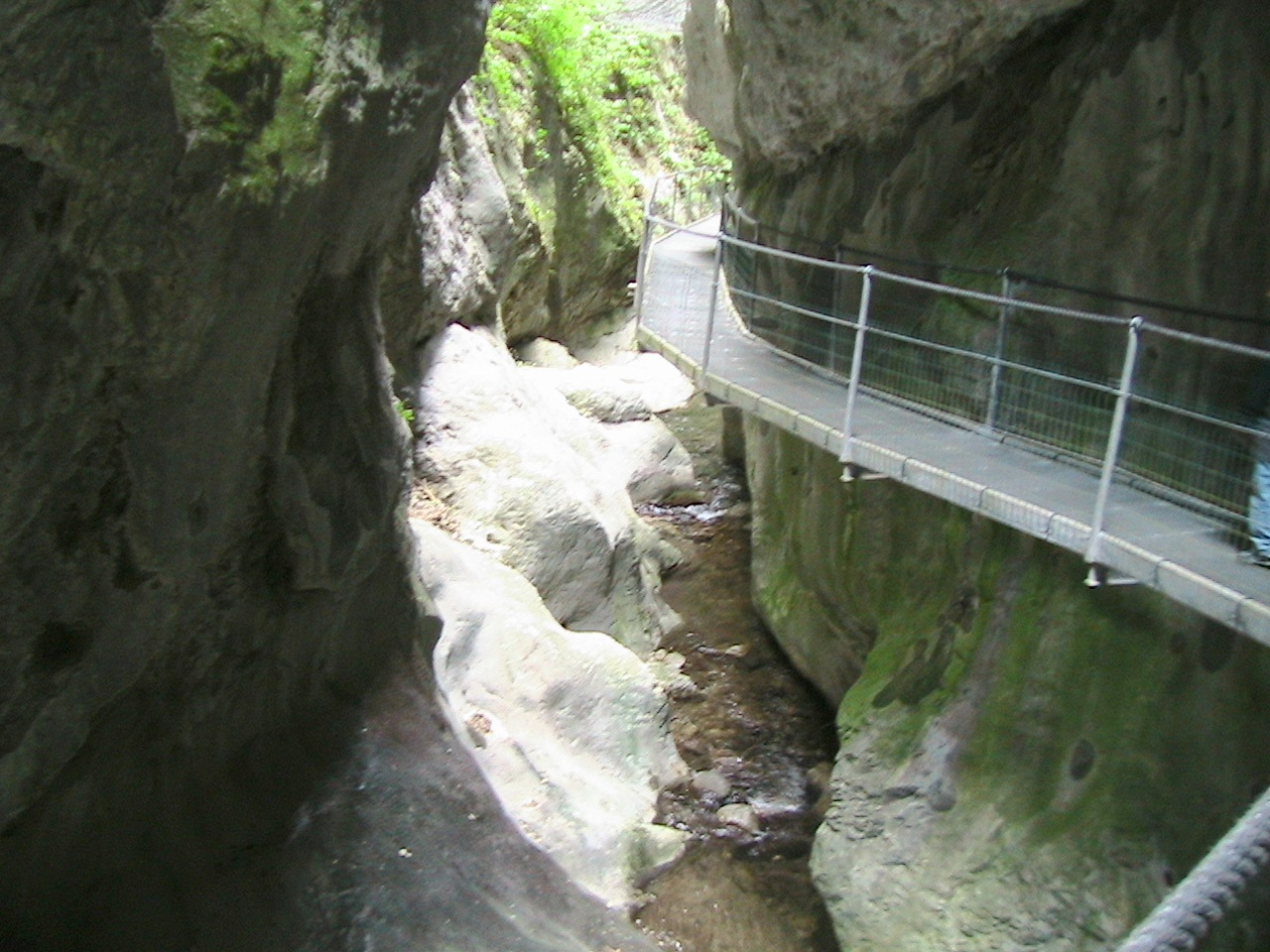
Gorges de la Fou

Le Tech a vingt-deux tronçons affluents référencés et quantité d'autres non référencés :
- la rivière de Graffouil (rg) 6,9 km sur la seule commune de Prats-de-Mollo-la-Preste.
- le torrent la Parcigoule (rg) 9 km sur la seule commune de Prats-de-Mollo-la-Preste avec un affluent :
  - la rivière des Estables (rd) sur la seule commune de Prats-de-Mollo-la-Preste et prenant source près du col des Boucacers, près de la réserve naturelle de Py.
- le ruisseau de la Plane (rd) 2,3 km sur la seule commune de Prats-de-Mollo-la-Preste.
- le torrent El Canidell (rd) 6 km sur la seule commune de Prats-de-Mollo-la-Preste.
- le torrent de la Figuèra (rg) 5,3 km sur la seule commune de Prats-de-Mollo-la-Preste.
- la rivière de la Coumelade (rg) 14,9 km sur la seule commune de Le Tech.
- la rivière de Lamanère (rd) 15,7 km sur les deux communes de Lamanère et Serralongue, avec 5 affluents.
- la rivière de la Fou (rg) 8,8 km sur les trois communes de Corsavy, Montferrer et Le Tech avec ses célèbres gorges de la Fou réputées être les gorges les plus étroites du monde[8].
- le Riuferrer (rg) 17,7 km sur les deux communes de Arles-sur-Tech et Corsavy avec quatre affluents.
- la rivière de Bonabosc (rg) 6,7 km sur les deux communes de Arles-sur-Tech et Montbolo, avec un affluent :
  - le còrrec Reu (rg) sur la seule commune de Montbolo.
- la rivière le Mondony (rd) 9,4 km sur les deux communes de Amélie-les-Bains-Palalda et Reynès, - Le Mondony passe à côté de l'établissement thermal d'Amélie-les-Bains-Palalda - avec un affluent :
  - la rivière d'El Terme (rg) sur la seule commune de Amélie-les-Bains-Palalda.
- la rivière Ample (rg) 15,7 km sur six communes avec quatre affluents.
- la rivière la Palmère (rg) 6,3 km sur les trois communes d'Oms, Reynès et Taillet avec un affluent :
  - le còrrec d'en Julia (rg) sur la seule commune d'Oms.
- la rivière de Reynès (rd) 6,4 sur la seule commune de Reynès, avec un affluent :
  - la rivière de Vallera (rd) 9,6 km sur les deux communes de Céret et Reynès, avec trois affluents :
    - le còrrec Grand (rg) 1,8 km sur Céret.
    - le còrrec Fosc (rg) 3,4 km sur les deux communes de Céret et Reynès.
    - la rivière de Calsan (rg) 7,4 km sur la seule commune de Reynès.
- le ruisseau d'en Roumani (rd) 1,5 km sur la seule commune de Reynès.
- le Riucerda (rg) 7,5 km sur les deux communes de Céret et Oms.
- la rivière des Aigues (rg) 7,3 km sur les quatre communes de Llauro, Oms, Saint-Jean-Pla-de-Corts, et Vivès, avec quatre affluents dont :
  - le ruisseau le Brugat (rg) 3,7 km sur les trois communes de Céret, Oms et Vivès.
- la rivière de Vivès (rg) 8 km sur les trois communes de Llauro, Saint-Jean-Pla-de-Corts et Vivès, avec huit affluents.
- le Còrrec d'en Colomer (rd), sur la seule commune de Céret.
- le Còrrec de la Font d'en Dauder (rd), sur la seule commune de Céret.
- la rivière de Maureillas (rd) 16,1 km sur deux communes avec deux affluents.
- la rivière la Valmagne (rg) 7,9 km sur quatre communes Le Boulou, Passa, Saint-Jean-Pla-de-Corts et Vivès.
- le còrrec d'en Rodell (rg) 2,6 km sur les deux communes de Banyuls-dels-Aspres et Montesquieu-des-Albères.
- la rivière le Tanyari (rd) 13,3 km sur quatre communes avec un affluent de 10,9 km.

Le rang de Strahler est de cinq.

## Hydrologie

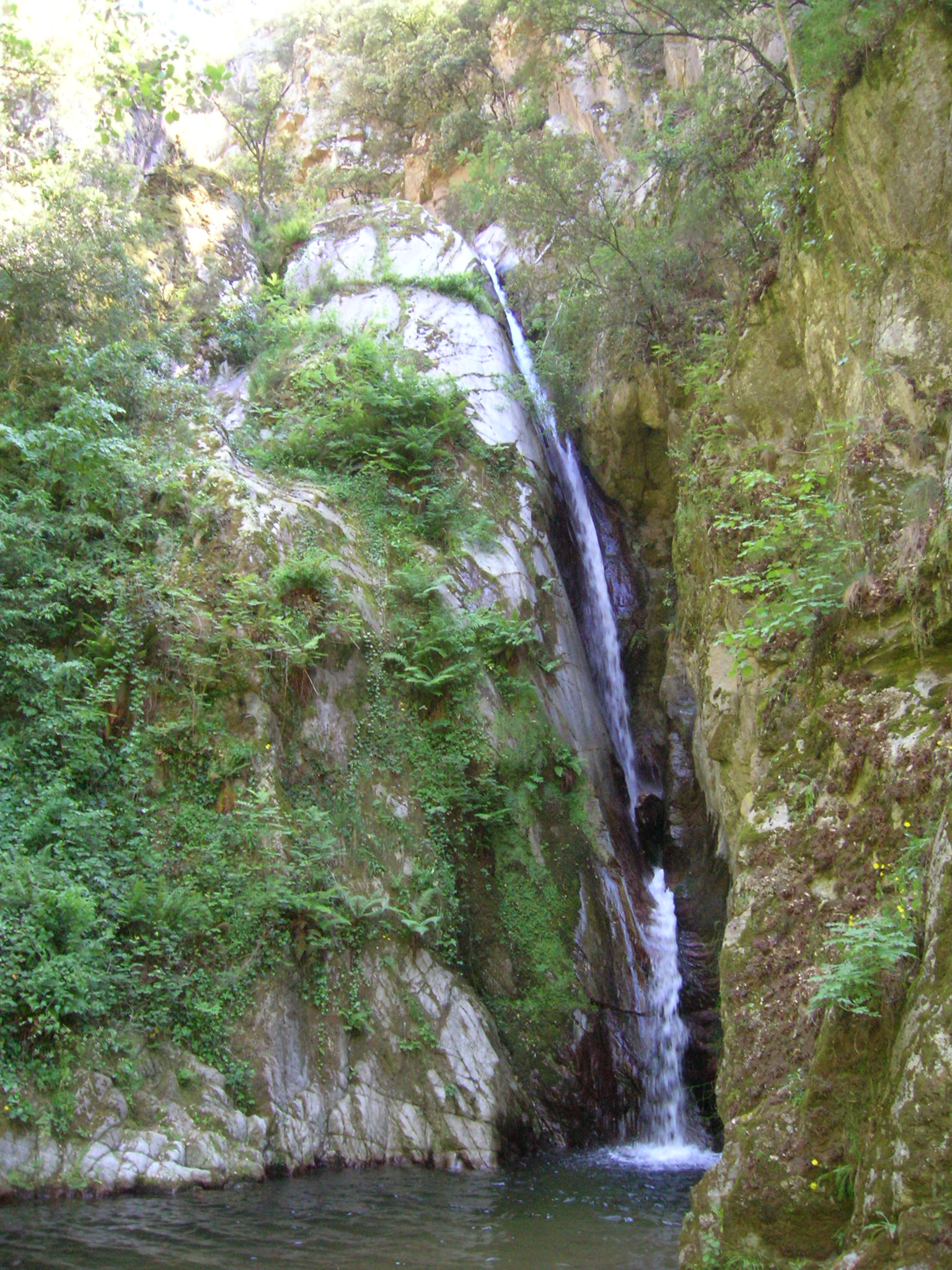
La cascade Salt de Maria Valenta à Arles-sur-Tech

Bien qu'ayant un débit très faible en été, le Tech n'en est pas moins un petit fleuve abondant. Né dans une région de hautes montagnes, le Tech peut devenir un gros fleuve dévastateur, en cas de dégel rapide ou de pluies d'automne torrentielles par exemple.

### Le Tech à Argelès-sur-Mer
Le débit du Tech a été observé sur une période de 38 ans (1979-2013), à Argelès-sur-Mer, localité touristique où se situe son embouchure. Le bassin versant du fleuve y est de 729 km2 à 10 mètres d'altitude.
Le module du fleuve à Argelès est de 8,54 m3/s.
Le Tech présente des fluctuations saisonnières de débit assez importantes qui combinent les variations typiques des cours d'eau méditerranéens (crues d'automne-hiver dues aux pluies) et des cours d'eau de haute montagne (crues de printemps). Il a donc un régime soutenu d'octobre à juin (entre 8,6 et 15,5 m3/s de débit mensuel moyen), avec deux pics : décembre-janvier comme bien des cours d'eau méditerranéens, et avril-mai (maximum en mai) lié à la fonte des neiges pyrénéennes. Ses basses eaux se produisent en été, de juillet à septembre, avec une baisse du débit moyen mensuel jusqu'au niveau de 2,8 m3/s au mois de septembre.

### Étiage ou basses eaux
En cas de période quinquennale sèche, le VCN3 peut chuter jusque 0,120 m3/s soit 120 litres par seconde.

### Crues

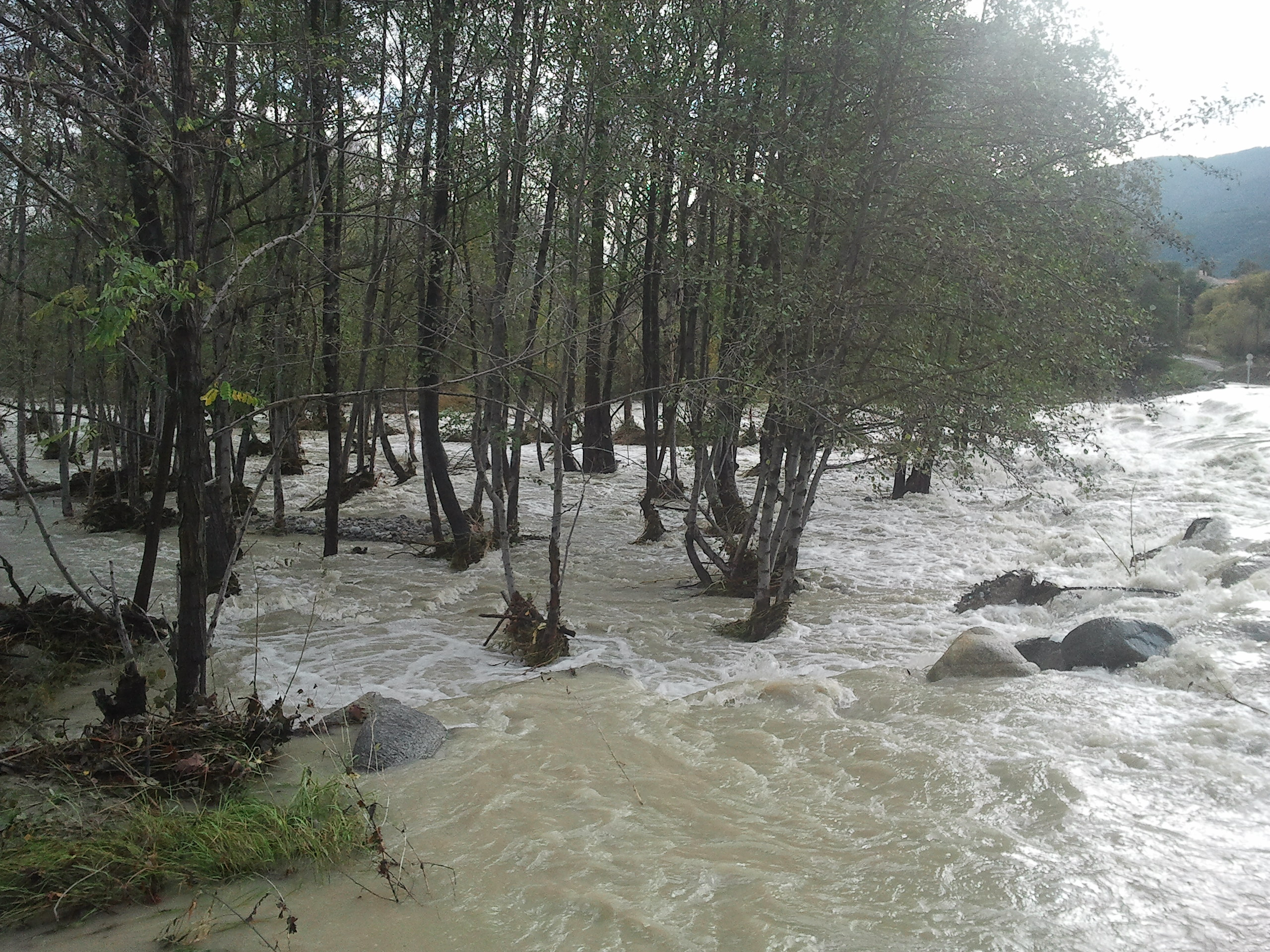
Le Tech en crue à Céret

D'autre part, les crues peuvent être très importantes et dévastatrices. En effet, la plus haute valeur du débit instantané maximal enregistré a été de 1 680 m3/s le 1er octobre 1986, tandis que la valeur journalière maximale était de 625 m3/s le 9 décembre 1996. En octobre 1940, une crue majeure a dévasté les bas quartiers des agglomérations riveraines sur Arles-sur-Tech, Amélie-les-Bains ou Prats-de-Mollo. Le Tech à Céret aurait dépassé 3 000 m3/s mais les échelles et jauges ont été emportées.
Le QIX 10 est de 1 100 m3/s. Quant au QIX 50, il vaut 1 700 m3/s, soit près de deux fois celui de l'Yonne par exemple.
À titre de comparaison, le QIX 10 de la Marne à l'entrée de Paris vaut 510 m3/s, tandis que son QIX 50 est de 650 m3/s. Ainsi le QIX 50 du petit fleuve côtier d'à peine 82 kilomètres de long, et doté d'un tout petit bassin qu'est le Tech, vaut presque le triple de celui de la Marne à Paris.

### Lame d'eau et débit spécifique
La lame d'eau écoulée dans le bassin du Tech est de 417 millimètres annuellement, ce qui est relativement élevé et supérieur à la moyenne d'ensemble de la France, tous bassins confondus. Le débit spécifique (ou Qsp) se monte à 13,2 litres par seconde et par kilomètre carré de bassin.

## Écologie

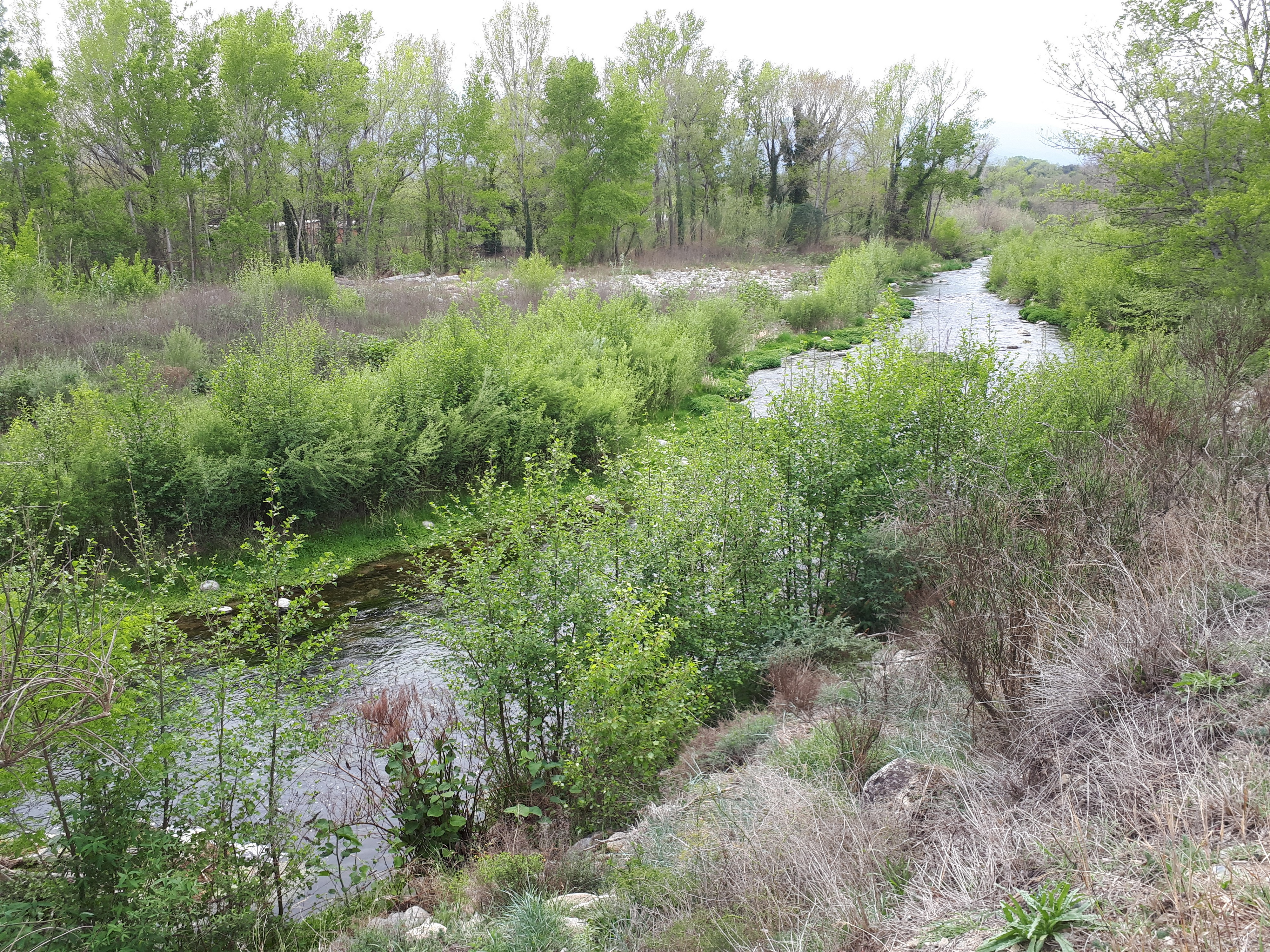
Le Tech à St-Jean-Pla-de-Corts, au printemps.

La gestion et l'aménagement du Tech est géré depuis 1994 par le Syndicat Intercommunal de Gestion et d'Aménagement du Tech, une structure 
EPCI regroupant trente-cinq communes du bassin versant. La vallée du Tech et son embouchure sont deux sites classés Natura 2000,

## Toponymie

### Hydronymes
Le Tech a donné son hydronyme à deux communes : Le Tech et Arles-sur-Tech.

### Surnom
Les crues parfois torrentielles du Tech l'ont fait surnommer jadis dans la région de Prats-de-Mollo le batlle de Prats, qui signifie le maire ou le justicier de Prats.

## Culture populaire
Poésie
- Ode au Tech (1912) de l'écrivain Marc Anfossi[13].

### Fleuves côtiers voisins
- la Riberette
- la Massane
- la Têt

### Affluents
- le Lamanère
- le Maureillas
- le Tanyari
- l'Ample
- le Riuferrer

### Massifs montagneux et régions historiques
- Massif du Canigou
- Aspres
- Vallespir
- Albères
- Plaine du Roussillon